# Раба (притока Дунава)
Раба (мађ. Rába, словен. Raba), је заједничка река Аустрије и Мађарске.
Река Раба се налази на југоистоку Аустрије и на западном делу Мађарске и притокаје Дунава. Извор реке је у Аустрији неколико километара од места Брук на Мури  ). У доњем делу тока утиче у притоку Дунава Мошони-Дунав у северозападном делу Мађарске код мета Ђер. 

## Пловност и насељена места
| Држава    | Дужина тока |
| Аустрија: | 110,7 km    |
| Мађарска: | 211,3 km    |

Градови дуж тока реке су Глисдорф, Фелдбах у Аустрији и Сентготард и Керменд у Мађарској.

## Историја
Раба је још у римско доба имала економски и трговачки значај. Неколико војних утврђења (Шарвар, Рабахидвег, Керменд) саграђено је у средњем веку ради чувања речних прелаза, а сама река је правила одбрамбену границу приликом надирања освајачких војски, нарочито Турака. 
У 19. веку се ток Рабе први пут регулише и 1896. године код града Икервар се гради прва хидроцентрала у Мађарској.

## Занимљивост
Велика групација Словенаца која живи у северном делу Мађарске, а има их отприлике 5-6.000, ову реку зову Словеначка Раба. Већина ове етничке групе живи у месту Сентготард (мађ. Szentgotthárd), или Моноштер на словеначком (словен. Monošter), и у околним мањим селима.